# Miss Teen USA
Miss Teen USA is een Amerikaanse missverkiezing voor meisjes van vijftien tot negentien jaar. De wedstrijd is een organisatie van de Miss Universe Organization die ook Miss Universe organiseert. De deelneemsters zijn de winnaressen van de missverkiezingen die per staat worden gehouden.

## Geschiedenis

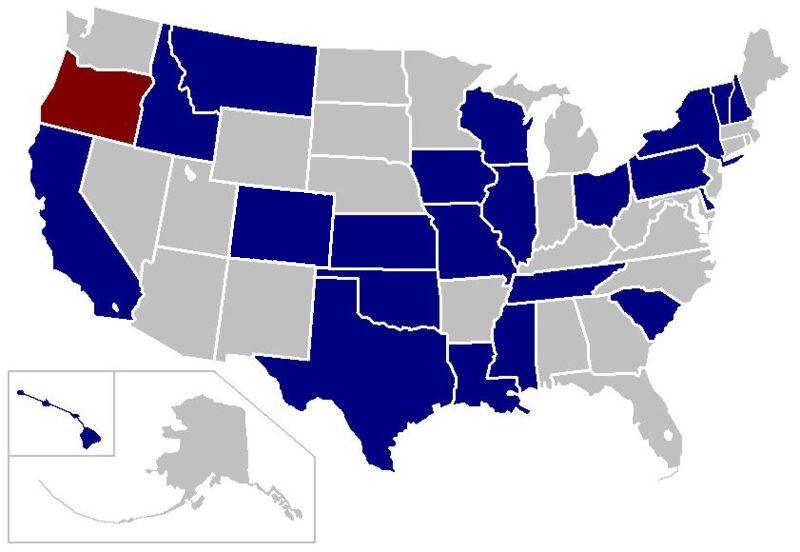
Staten die driemaal wonnen.
Staten die eenmaal wonnen.(1983-2007)

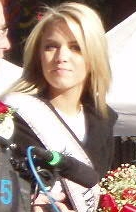
Katie Blair, Miss Teen USA 2006; foto uit 2007.

De eerste Miss Teen USA werd in augustus 1983 gehouden in Lakeland in de staat Florida en was een zusterwedstrijd van Miss USA. In 1984 werd de verkiezing gehouden in april, zo dicht bij de vorige dat niet alle staten hun eigen verkiezing al gehouden hadden. De twee volgende jaren werd Miss Teen USA in januari gehouden en vervolgens vier keer in juli. Sinds 1991 vindt de verkiezing opnieuw in juli of augustus plaats. In 2007 werd bekendgemaakt dat de verkiezing van dat jaar de laatste zou zijn die op televisiezender NBC zou worden uitgezonden. Het jaar daarop verhuisde de wedstrijd naar Nassau, de hoofdstad van de Bahama's.

## Format
Alvorens de finale die rechtstreeks op de Amerikaanse televisie wordt uitgezonden wordt een halve finale gehouden. Daarin worden de kandidates onderworpen aan een interview en een defilé in badpak en avondjurk. In 2003 kwam er een nieuw format waarbij de top vijftien in avondjurk defileert, de top tien in badpak en de laatste vijf onderworpen worden aan een laatste vraag. In 2006 werd die volgorde omgekeerd en defileert de top vijftien in badpak en de top tien in avondjurk. Sinds 2008 defileert de top vijftien in badpak en avondjurk en beantwoorden de laatste vijf een vraag voor de jury.

## Missen

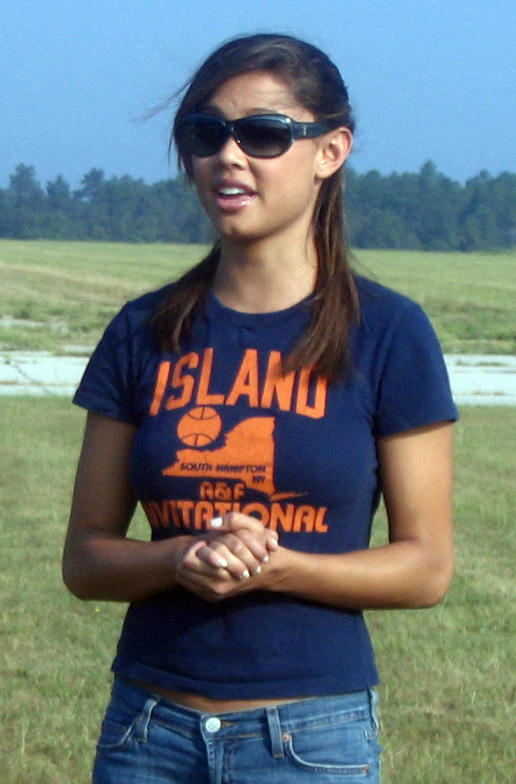
Vanessa Minnillo, Miss Teen USA 1998; foto uit 2005.

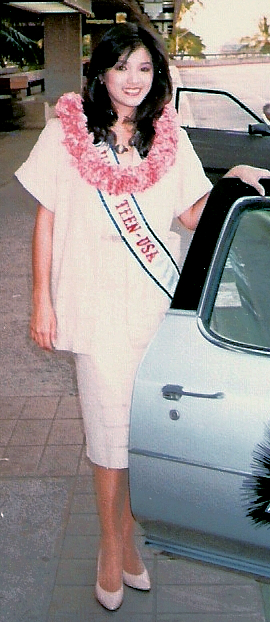
Kelly Hu, Miss Teen USA 1985; foto uit 1985.

| Datum       | Jaar | Naam               | Staat          | Gaststad                    |
| ----------- | ---- | ------------------ | -------------- | --------------------------- |
| 10 augustus | 2013 | Cassidy Wolf       | Californië     | Nassau                      |
| 28 juli     | 2012 | Logan West         | Connecticut    | Nassau                      |
| 16 juli     | 2011 | Danielle Doty      | Texas          | Nassau                      |
| 24 juli     | 2010 | Kamie Crawford     | Maryland       | Nassau                      |
| 31 juli     | 2009 | Stormi Henley      | Tennessee      | Nassau                      |
| 16 augustus | 2008 | Stevi Perry        | Arkansas       | Nassau (Bahama's)           |
| 24 augustus | 2007 | Hilary Cruz        | Colorado       | Pasadena (Californië)       |
| 15 augustus | 2006 | Katie Blair        | Montana        | Palm Springs (Californië)   |
| 8 augustus  | 2005 | Allie LaForce      | Ohio           | Baton Rouge (LA)            |
| 6 augustus  | 2004 | Shelley Hennig     | Louisiana      | Palm Springs (CA)           |
| 12 augustus | 2003 | Tami Farrell       | Oregon         | Palm Springs (CA)           |
| 28 augustus | 2002 | Vanessa Semrow     | Wisconsin      | South Padre Island (TX)     |
| 22 augustus | 2001 | Marissa Whitley    | Missouri       | South Padre Island (TX)     |
| 26 augustus | 2000 | Jillian Parry      | Pennsylvania   | Shreveport (LA)             |
| 24 augustus | 1999 | Ashley Coleman     | Delaware       | Shreveport (LA)             |
| 17 augustus | 1998 | Vanessa Minnillo   | South Carolina | Shreveport (LA)             |
| 20 augustus | 1997 | Shelly Moore       | Tennessee      | South Padre Island (TX)     |
| 21 augustus | 1996 | Christie Lee Woods | Texas          | Las Cruces (NM)             |
| 15 augustus | 1995 | Keylee Sue Sanders | Kansas         | Wichita (Kansas)            |
| 16 augustus | 1994 | Shauna Gambill     | Californië     | Biloxi (MS)                 |
| 10 augustus | 1993 | Charlotte Lopez    | Vermont        | Biloxi (MS)                 |
| 25 augustus | 1992 | Jamie Solinger     | Iowa           | Biloxi (MS)                 |
| 19 augustus | 1991 | Janel Bishop       | New Hampshire  | Biloxi (MS)                 |
| 16 juli     | 1990 | Bridgette Wilson   | Oregon         | Biloxi (MS)                 |
| 25 juli     | 1989 | Brandi Sherwood    | Idaho          | San Bernardino (Californië) |
| 25 juli     | 1988 | Mindy Duncan       | Oregon         | San Bernardino (CA)         |
| 21 juli     | 1987 | Kristi Addis       | Mississippi    | El Paso (Texas)             |
| 21 januari  | 1986 | Allison Brown      | Oklahoma       | Daytona Beach (FL)          |
| 21 januari  | 1985 | Kelly Hu           | Hawaï          | Miami (FL)                  |
| 30 april    | 1984 | Cherise Haugen     | Illinois       | Memphis (Tennessee)         |
| 30 augustus | 1983 | Ruth Zakarian      | New York       | Lakeland (Florida)          |